# Буланина, Татьяна Владимировна
Татья́на Влади́мировна Була́нина (урождённая Но́викова; 4 августа 1953; Ленинград, СССР — 16 апреля 2005; Санкт-Петербург, Россия) — советский и российский филолог-славист, историк русской литературы. Кандидат филологических наук, доцент. Организатор и директор санкт-петербургского научного издательства «Дмитрий Буланин».

## Биография
Родилась в Ленинграде 4 августа 1953 года в семье служащих. Училась в школе (1960—1970) с углублённым изучением английского языка. В 1970 году поступила на русское отделение филологического факультета Ленинградского государственного университета, который окончила в 1975 году (дипломное сочинение по литературе XVIII в.). С 1975 года преподавала русский язык на подготовительном факультете для иностранных студентов в Ленинградском политехническом институте им. М. И. Калинина (с 1990 года — Ленинградский государственный технический университет, с 1991 — Санкт-Петербургский ГТУ). Там она получила учёное звание доцента.
Особый профессиональный интерес Буланина проявляла к поэтике русской литературы и духовным наследиям славянских народов. В 1985 году защитила диссертацию на соискание научной степени кандидата филологических наук по теме «Риторика в Древней Руси: сведения о теории красноречия в русской письменности XI—XVI вв.».
В 1992 году, когда в стране обрушилась система академического книгоиздания и подготовленное ранее научным коллективом Института русской литературы (Пушкинский Дом) РАН к изданию продолжение многотомного «Словаря книжников и книжности Древней Руси» в издательстве «Наука» оказалось под угрозой из-за отсутствия государственного финансирования, Буланина выступила организатором создания нового издательства «Дмитрий Буланин», инициатором которого был её муж Д. М. Буланин. Сначала, ещё до выпуска первых книг, издательство размещалось на квартире Буланиных. Сама Буланина была тогда его менеджером, бухгалтером, экспедитором, редактором и корректором. По мере своего развития в дальнейшем издательство «Дмитрий Буланин» заслужило признание и авторитет в области гуманитарных наук как в России, так и за рубежом. Сама Татьяна Буланина до конца жизни являлась его директором.
В качестве приглашённого доцента Буланина преподавала в 1990—1991 годах в Уханьском (Китай), в 1996—1997 — в Кёльнском (Германия) и других университетах за рубежом. Кроме этого, также сотрудничала и поддерживала дружеские связи со многими учёными и издателями как в России, так и в Болгарии, Венгрии, Италии, Австрии, Германии, Франции, Англии, США и др.
Статьи и рецензии Буланиной публиковались на русском и других языках в журналах «Русская литература», «Könyvtári Figyelő», «Solanus: International Journal for Russian and East European Bibliographic, Library, and Publishing Studies»; в серийных научных сборниках «Труды Отдела древнерусской литературы», «XVIII век», «Старобългарска литература», «Известия Отделения литературы и языка АН», «Известия на Народната библиотека „Св. св. Кирил и Методий“» и других изданиях, а также энциклопедические статьи в «Словаре книжников и книжности Древней Руси».
Умерла 16 апреля 2005 года вследствие тяжёлой болезни.

## Семья
Муж (с 1978) — Дмитрий Михайлович Буланин (род. 21 февраля 1953) — доктор филологических наук, главный научный сотрудник в ИРЛИ РАН. Имела четырёх детей.